# Samir Cavadzadə
Samir Cavadzadeh (Bakoe, 16 april 1980) is een Azerbeidzjaanse zanger. 

## Overzicht
Samir raakte bekend bij het grote publiek dankzij zijn deelname aan het Eurovisiesongfestival 2008 in de Servische hoofdstad Belgrado. Samen met Elnur Hüseynov was hij de eerste deelnemer ooit namens Azerbeidzjan op het Eurovisiesongfestival. In de eerste halve finale eindigden de twee op de zesde plaats, waardoor Azerbeidzjan zich kwalificeerde voor de finale. Daarin werden ze met het nummer Day after day achtste.
2008: Elnur & Samir · 
2009: AySel & Arash · 
2010: Səfurə Əlizadə · 
2011: Ell & Nikki · 
2012: Səbinə Babayeva · 
2013: Fərid Məmmədov · 
2014: Dilarə Kazımova · 
2015: Elnur Hüseynov · 
2016: Səmra Rəhimli · 
2017: Dihaj · 
2018: Aysel Məmmədova · 
2019: Chingiz · 
2021: Efendi · 
2022: Nadir Rüstəmli · 
2023: TuralTuranX · 
2024: Fahree feat. İlkin Dövlətov · 
2025: Mamagama